# Hartmut Ehrig
Hartmut Ehrig (* 6. Dezember 1944 in Angermünde; † 17. März 2016) war ein deutscher Informatiker und Professor für theoretische Informatik und formale Spezifikation.

## Lebenslauf
Ehrig wurde 1944 in Angermünde geboren, erhielt 1969 sein Diplom in Mathematik an der TU Berlin, wo er 1971 promovierte und 1974 habilitierte. Im Anschluss absolvierte er Forschungsaufenthalte unter anderem am Thomas J. Watson Research Center. 1976 wurde er Lehrbeauftragter (AH 5) an der TU Berlin und übernahm dort auch die Leitung des Instituts für Softwaretechnik und Theoretische Informatik. 1984 wurde er zum ordentlichen Professor (C4) an der TU Berlin berufen. Dort war Ehrig auch zwischen 1981 und 1991 mehrmals Dekan des Fachbereichs Informatik. Am 1. Oktober 2010 wurde er pensioniert.

## Forschung
Ehrig organisierte eine Reihe von Konferenzen und Workshops im Bereich seines Forschungsschwerpunktes, der theoretischen Informatik. Er veröffentlichte unter anderem zu Fragen der Graphentransformation, Graphgrammatiken und zu abstrakten Datentypen. Zu seinen bekannteren Schülern zählen Hans-Jörg Kreowski, Bernd Mahr, Michael Löwe, Reiko Heckel und Dietmar Wolz.

## Veröffentlichungen (Auswahl)
- Hartmut Ehrig: Übertragung universeller und spezieller Probleme  in F-Morphismendarstellung. 1971 (Dissertation, Technische Universität Berlin).
- Hartmut Ehrig, Klaus-Dieter Kiermeier, Hans-Jörg Kreowski, Wolfgang Kühnel: Universal theory of automata - a categorial approach. Teubner, Stuttgart 1974, ISBN 3-519-02054-8.
- Hartmut Ehrig, Bernd Mahr: Fundamentals of Algebraic Specification 1: Equations und Initial Semantics (= EATCS Monographs on Theoretical Computer Science. Band 6). Springer, Berlin / Heidelberg / New York 1985, ISBN 3-540-13718-1, doi:10.1007/978-3-642-69962-7.
- Hartmut Ehrig and Bernd Mahr: Fundamentals of Algebraic Specification 2: Module Specifications and Constraints (= Monographs in Theoretical Computer Science. Band 21). 1. Auflage. Springer, Heidelberg 1990, ISBN 978-3-642-64776-5 (springer.com).
- Hartmut Ehrig, Karsten Ehrig, Ulrike Prange, Gabriele Taentzer: Fundamentals of algebraic graph transformation (= Monographs in Theoretical Computer Science. An EATCS Series). Springer, Berlin / Heidelberg / New York 2006, ISBN 3-540-31187-4, doi:10.1007/3-540-31188-2.
- Hartmut Ehrig, Claudia Ermel, Ulrike Golas, Frank Hermann: Graph and Model Transformation (= Monographs in Theoretical Computer Science. An EATCS Series). Springer, Berlin / Heidelberg / New York 2015, doi:10.1007/978-3-662-47980-3.